# Belareca
Belareca este o arie naturală protejată (de interes național) ce corespunde categoriei a I-a IUCN (rezervație naturală forestieră de tip științific), situată în județul Caraș-Severin, pe teritoriul administrativ al comunelor Cornereva și Mehadia.

## Localizare
Aria naturală întinsă pe o suprafață de 1665,70 hectare se află în central-estică a județului Caraș-Severin, în Munții Cernei (subdiviziune inclusă în grupa muntoasă Retezat-Godeanu ce aparține lanțului muntos al Carpaților Meridionali), pe teritoriul sud-estic al satului Cornereva, în imediata apropiere vestică a localității Bogâltin.

## Descriere
Rezervația naturală a fost declarată arie protejată prin Legea Nr.5 din 6 martie 2000, publicată în Monitorul Oficial al României, Nr.152 din 12 aprilie 2000 (privind aprobarea Planului de amenajare a teritoriului național - Secțiunea a III-a - zone protejate) și este inclusă în Parcul Național Domogled - Valea Cernei.

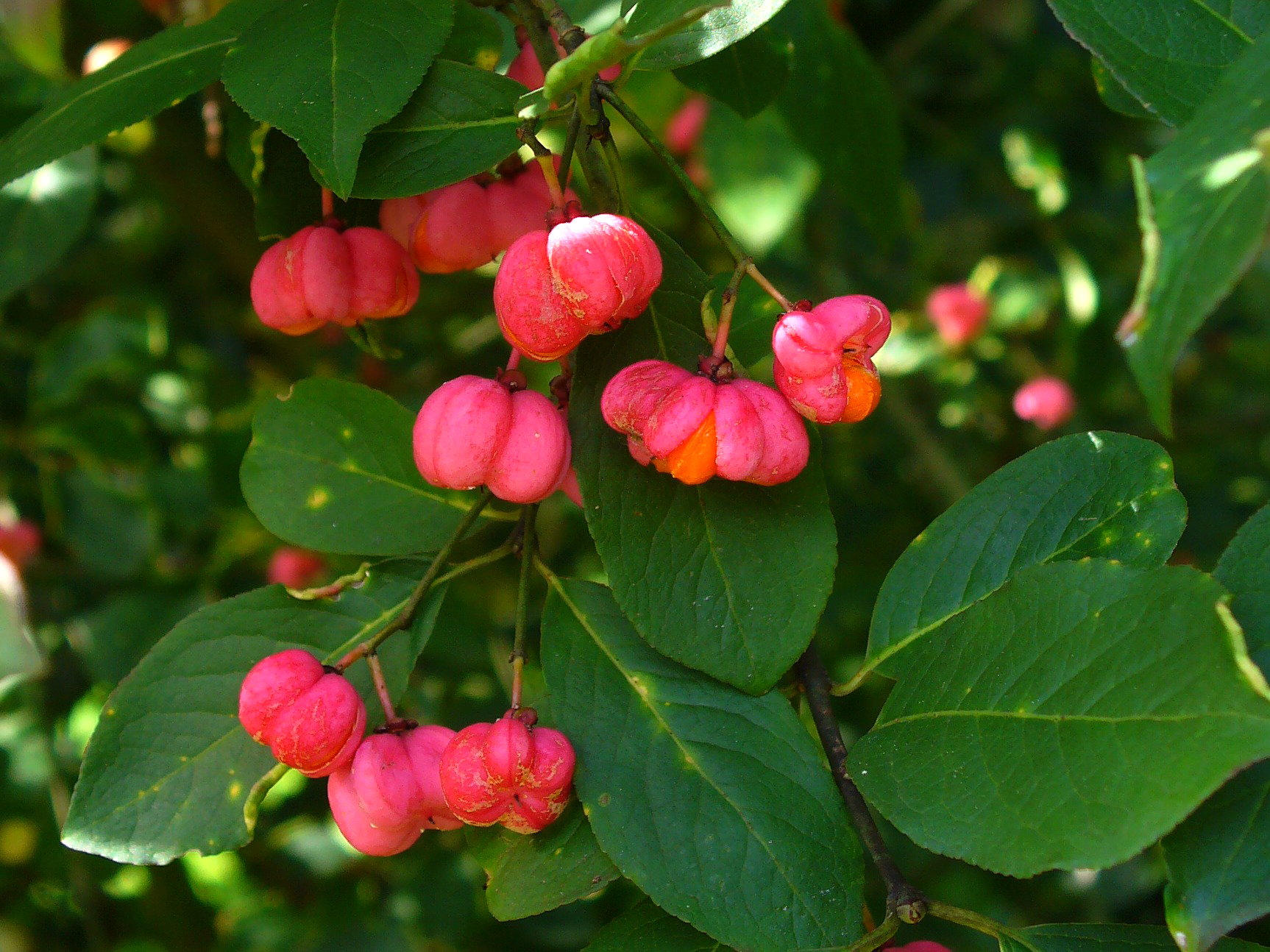
Salbă moale (Euonymus europaeus)

Aria naturală este suprapusă sitului Natura 2000 „Domogled - Valea Cernei” și reprezintă o zonă muntoasă (1.000 m. altitudine medie) aflată în bazinul râului Belareca (afluent al Cernei) ce adăpostește floră și faună specifică Carpaților Meridionali. 
Rezervația a fost creată cu scopul de a proteja mai multe specii de arbori și arbusti prezente în arealul ariei, astfel: fag (Fagus sylvatica), ulm de munte (Ulmus gablra), frasin (Fraxinus excelsior), gorun (Quercus petraea), stejar (Quercus robur), paltin de munte (Acer pseudoplatanus), molid (Picea abies), brad (Abies), mojdrean (Fraxinus ornus), plop tremurător (Populus tremula), alun (Corylus avellana) și salbă moale (Euonymus europaea).